# Kai bao bencao
Matière médicale de l’ère Kai bao
La pharmacopée chinoise Kai bao bencao 开宝本草 / 開 寶本草 « La matière médicale de l’ère Kaibao » (973-974) est le titre court attribué après leur publication à deux pharmacopées commandées par l’empereur Song Taizu: la Kai bao xin xiang ding bencao 開寶新詳定本草 publiée en 973, et la Kai bao zhongding bencao 開寶重定本草 publiée en 974.
Une révision de la pharmacopée impériale de la dynastie Tang, la Xinxiu bencao (659), fut demandée par le premier empereur Song, Taizu, en 973. Un lettré confucéen Liu Han et un taoïste Ma Zhi, dirigèrent ensemble un comité de rédaction. Mais l’année suivante, l’empereur peu satisfait du résultat, commanda à nouveau une révision à Liu Han et Ma Zhi avec cette fois la rédaction confiée à Li Fang. De nombreuses erreurs furent corrigées et des commentaires furent ajoutés. Au total la nouvelle bencao comporte la description de 983 drogues avec l’indication de leurs effets thérapeutiques. Le tout disposé en 22 chapitres. La Xinxiu bencao, la pharmacopée Tang, comportait 850 drogues (dans la version reconstruite d’Okanishi).
Ces deux éditions sont perdues comme travail indépendant mais beaucoup d’éléments ont été préservés sous forme de citations dans les bencao suivantes.

## Contexte politique
En cette fin du Xe siècle, quand le premier empereur des Song, prit le pouvoir, la médecine n’était pas considérée comme une activité noble. Les médecins avaient un statut social assez bas et étaient souvent associés à des sorciers ou à des diseurs de bonne aventure. La perception changea complètement avec l’accession au trône, de l’empereur Zhao Kuanyin 趙匡胤 (r. 960-976), surtout connu sous son nom posthume de Taizu 太祖 qui était passionné de médecine. Lorsque son frère, le potentiel héritier du trône (dont le nom posthume sera Taizong 太宗) tomba malade, il retourna à la capitale pour le soigner par moxibustion. Il s’intéressait aussi à la thérapie par les substances médicinales : ainsi durant ses campagnes de conquêtes du Sud de la Chine, il questionnait les praticiens de médecine populaire sur les drogues qu’ils utilisaient et sur leurs effets.
Son frère cadet, Song Taizong qui lui succéda en 976, était aussi passionné par la thérapie pharmaceutique. Il collectait les informations sur les « formules médicinales » qui associaient plusieurs ingrédients (matières médicales ayant subie une préparation) avec des doses bien spécifiées, en vue d’une efficacité thérapeutique particulière. Il a établi une collection de mille prescriptions efficaces.
Outre ces deux empereurs férus de médecine, il y eut d’autres empereurs Song qui stimulèrent les avancées dans le domaine médical, comme l’empereur Song Renzong 仁宗 qui se soignait en s’appliquant des aiguilles d’acupuncture ou l’empereur Huizong des Song qui organisa un service de santé publique.
La thérapie chinoise et la pratique médicale connurent de profondes transformations sous la dynastie des Song du Nord (960-1127). Le nombre d’ouvrages publiés durant cette période augmenta considérablement. Le nombre de drogues rapportées dans les bencao fit de même. En effet, la Matière médicale des Tang, nommée aussi Xinxiu bencao 新修本草 (659) « Nouvelle révision de la matière médicale » comportait la description de 850 drogues, alors que la Zheng he bencao 整合本草 compilée en 1116, en avait 1 748, soit une augmentation de 36%.
Avant la période Song, seule une petite fraction du savoir médical était transmise par les compilations impériales. La majorité du savoir clinique se transmettait entre praticiens de base sans remonter au niveau de l’administration impériale. En 973, l’initiative de l’empereur Taizu de faire compiler une nouvelle matière médicale fut la première depuis celle de l’empereur Tang Gaozong, datée de 659, soit plus de trois siècles plus tard.

## Historique du texte

### Kaibao xin xiangding bencao开宝新想定本草 (973)
En 973, la sixième année de l'ère Kaibao 開寶, l'empereur Taizu 太祖 (927-976), le premier empereur de la dynastie Song, ordonna de réviser la pharmacopée impériale, en incluant les derniers remaniements effectués à titre privé par Chen Cangqi 陳藏器 dans la Bencao shiyi 本草拾遺 en 739. Pour réaliser cette tâche, il réunit une équipe dirigée par Liu Han 劉翰, un pharmacien impérial, Ma Zhi 馬志, un taoïste, et les médecins impériaux de l’Académie Hanlin,,. Sous le titre de Kaibao xin xiangding bencao « La matière médicale récemment examinée et déterminée durant l’ère Kaibao » 开宝新想定本草 / 開寶新詳定本草 (dont la forme courte du nom est Kaibao bencao 开宝本草) est la première  pharmacopée patronnée par Taizu, en 973.
Le comité de rédaction fut invité à réviser minutieusement les versions existantes des textes médicaux, comme la Xinxiu bencao, en intégrant également les contributions de Chen Cangqi. Ils apportèrent des corrections significatives, renommèrent certaines substances et ajoutèrent de nouveaux éléments. Ma Zhi fournit des commentaires explicatifs. Ils ont également été chargés de finaliser cette édition, qui comptait au total vingt volumes. L'empereur a écrit la préface et les plaques ont été gravées à l'Académie impériale
Cette association d’un lettré confucéen et d’un taoïste marque le tournant accompli par le néoconfucianisme de l’époque Song qui avait introduit un syncrétisme entre l’éthique confucéenne et la connaissance de la nature du taoïsme. À côté d’un adepte du taoïsme, Ma Zhi, réputé pour ses prescriptions efficaces, fut placé Liu Han, un médecin lettré confucéen, dont la famille était connue depuis des générations pour son expertise médicale.

### Kaibao zhongding bencao開寶重定本草 (974)
L’empereur Taizu semble ne pas avoir été très satisfait de la révision de la matière médicale de 973 puisqu’un an plus tard, la septième année de la période gouvernementale Kaibao (974), il publia un nouveau décret ordonnant la révision de la xin ding bencao 新定本草. À nouveau, Liu Han et Ma Zhi furent chargés du travail préliminaire mais cette fois la version finale fut effectuée par d’autres érudits de l’Académie Hanlin, Li Fang 李昉, Wang You 王祐 et Hu Meng 扈蒙. Ce dernier était un historien ayant contribué substantiellement à l’histoire dynastique de la période Wu tai. Et avec Li Fang, ils feront partie des auteurs de l’encyclopédie Taiping Yulan 太平御览 / 太平御覽, éditée 983.
Cette nouvelle version de la bencao fut intitulée Kaibao zhongding bencao 開寶重定本草 « Matière médicale nouvellement déterminée durant l’ère Kaibao » et publiée en 974 ; Li Fang (924-995) est généralement considéré comme en étant l’auteur.
Liu Han et Ma Zhi procédèrent à une révision détaillée ayant entraîné plusieurs ajouts et suppressions. Tout ce qui venaient de Shennong étaient distingués par des caractères blancs sur fond noir alors que les informations venant des médecins célèbres étaient écrits en caractères noirs (sur fond blanc).
Les versions de 973 et 974 de la pharmacopée furent par la suite désignées comme Kaibao bencao. Les différences entre ces deux versions ne peuvent pas être établies car les deux éditions sont perdues comme travail indépendant. Mais les nouvelles descriptions de drogue et les nouveaux commentaires ajoutés dans ces textes ont été préservés sous forme de citations dans les bencao suivantes de la tradition principale.
La préface Kaibao zhongding bencao qui se trouve dans la Zhèng lèi běncǎo 證類本草 (1108) de Tang Shenwei contient des observations précieuses des rédacteurs. En voici un échantillon, traduit par Paul Unschuld:
« Si une notice d’une drogue n’était pas classée correctement, nous l’avons rectifiée. Ainsi par exemple, [le remède] Bǐtóu huī 笔头灰 / 筆頭灰 fait de poils de lapin, avait été classé parmi la classe des « herbes » (cao bu 草部). Nous l’avons déplacé après les « os de crane de lapin ». Les ban tianhe 半天河, et di jiang 地浆 sont des eaux. Ils avaient été placés parmi les « herbes » mais nous les avons mis parmi les « sols et minéraux » tu shi lei 土石类 [...].
En outre, nous avons consulté la [Bencao] shiyi 本草拾遺 de Chen Cangqi 陳藏器 et [Bencao] yinyi 本草音义 par Li Hanguang 李含光. Nous avons remonté à des matières dans des œuvres [hors la tradition des bencao] ; les bénéfices d’autres par des médecins. Nous avons examiné toutes ces informations et trié l’utile de l’inutile. Ainsi par exemple, suivant l’ancienne interprétation, [la drogue] tūqūbái 突屈白 était classée parmi les « cendres » [hui 灰]. Maintenant, nous l’avons sous les « racines d’arbres ». [La drogue] tianmagen 天麻根 était jusqu’à maintenant identique avec chijian 赤箭, on sait maintenant qu’elles sont complètement différentes. Ainsi, nous avons écarté les informations incorrectes et adopté les faits, [dans ce cas] en établissant une nouvelle notice. Les autres corrections que nous avons faites sont impossibles à énumérer ici. Nous avons pris en compte toutes les opinions des gens et les avons enregistrés pour impression. [Le texte de] Shennong a été écrit en caractères blancs [sur fond noir], [les Notes] des Médecins célèbres en noir [sur fond blanc]. Les additions datant de la période Tang et de nos jours ont été clairement indiquées sous forme de commentaires. Les explications sont données en détails, l’aspect et les propriétés [des drogues] ont été examinés. Nous avons marqué nos clarifications des erreurs et la différentiation de points obscurs avec l’indication jin zhu 今注 « commentaire moderne ». Quand nous avons vérifié les archives littéraires et consigné les résultats, nous avons indiqué par jin an 今按.
 De cette manière, nous avons déterminé le sens et clarifié les principes. Les anciennes drogues et les nouvelles sont en tout au nombre de 983. Avec la table des matières, nous les avons enregistrés en 22 chapitres [juan 卷]. Puissent ils être largement diffusés dans tout l’empire [« sous le ciel » tianxia 天下]. »
Le travail de compilation qui peut apparaître parfois comme un simple copier-coller suppose un travail consciencieux de contrôle. Toutefois, à cette époque, on n’y voit pas de réflexions critiques d’évaluation du fond, ce qui conduira à un engorgement des futurs bencao sous les redondances et les discordances voire les contradictions, avant les réformes de Li Shizhen au XVIe siècle.